# Anthony Hitchen
Anthony Hitchen (* 23. Mai 1930 in Chorley, Lancashire; † 10. April 1988 in Formby) war ein britischer römisch-katholischer Geistlicher und Weihbischof in Liverpool.

## Leben
Anthony Hitchen empfing am 17. Juli 1955 in der St. Joseph’s Church in Chorley durch den Erzbischof von Liverpool, William Godfrey, das Sakrament der Priesterweihe.
Am 28. Mai 1979 ernannte ihn Papst Johannes Paul II. zum Titularbischof von Othona und zum Weihbischof in Liverpool. Der Erzbischof von Liverpool, Derek Worlock, spendete ihm und dem mit ihm ernannten Weihbischof Kevin O’Connor am 3. Juli desselben Jahres in der Liverpool Metropolitan Cathedral die Bischofsweihe; Mitkonsekratoren waren der Bischof von Middlesbrough, Augustine Harris, und der Weihbischof in Liverpool, Joseph Gray.